# Меримский, Офер
Офер Меримский — израильский онколог, профессор, заместитель директора онкологического департамента государственного тель-авивского медцентра им. Сураски.

## Биография
- Получил медицинское образование в Еврейском университете в 1983 г.
- С 1984 г. служил в медицинских подразделениях Армии обороны Израиля.
- Получил лицензию онколога-радиотерапевта после окончания резидентуры в 1995 г.
- После этого прошел стажировку по различным методам радиотерапии, включая брахитерапию, в Нью-Йорке (США)[1] и стажировку по лечению сарком в Институте онкологии Гюстава Русси (Париж, Франция)[2].
- В 2002—2018 гг. — заведующий отделением лечения опухолей скелета и мягких тканей тель-авивского медцентра Сураски.
- С 2018 г. — заместитель заведующего онкологическим департаментом этого медцентра.
- В 2003 г. был удостоен звания профессора.
- В 2007—2011 гг. — заведующий кафедрой онкологии медицинской школы им. Саклера Тель-Авивского университета.

Член этического комитета медицинского центра им. Сураски. Входит в совет попечителей Израильской ассоциации по борьбе с раком.
В течение двух сроков был секретарём Израильского общества клинической онкологии и радиотерапии (ISCORT). Состоит в Американском и Европейском обществах клинической онкологии (ESMO и ASCO) и в 4 других профессиональных сообществах.

## Научная работа
Опубликовал более 200 статей в международных медицинских изданиях. Области научных интересов — лечение сарком (включая иммунотерапию), опухолей ЖКТ, рака легких, меланомы.